# Hufbock

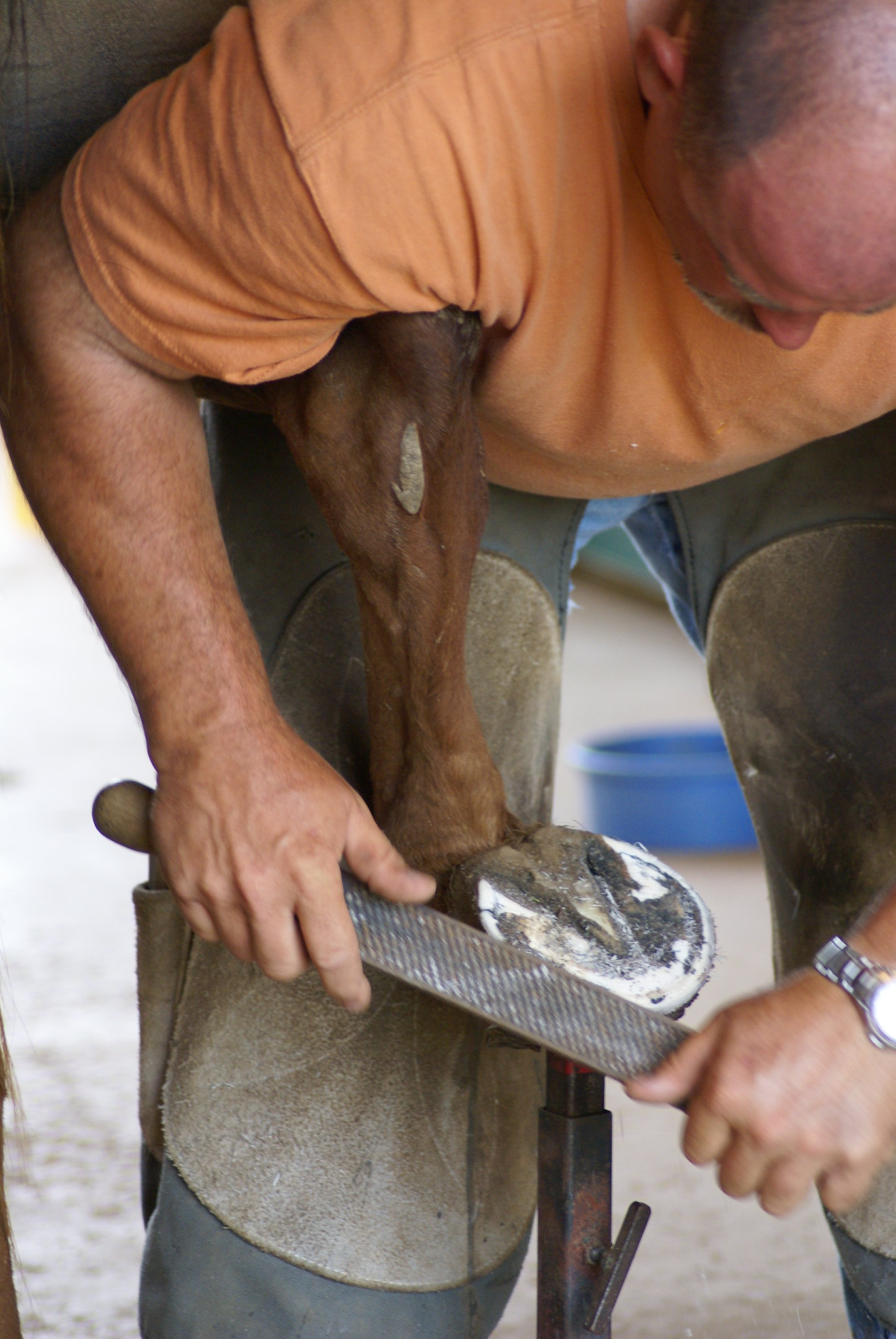
Raspeln der Tragränder eines auf einem Hufbock aufliegenden Pferdehufs

Ein Hufbock oder Hufbeschlagsbock ist ein Hilfswerkzeug bei der Hufpflege von Pferden, auf dem Hufe beim Aufhalten abgestützt werden können.

## Funktion
Der Hufbock dient dem Ablegen des Hufes während Hufpflege- und Beschlagsarbeiten, sodass beim Aufhalten nicht mehr das gesamte Gewicht des Pferdebeines gehalten werden muss. Die Verwendung eines Hufbocks entlastet damit den Rücken des Hufpflegers, der während der Arbeit längere Zeit in gebückter Haltung stehen muss. 
Auf einem abgerundeten Aufsatz auf dem Hufbock wird der Huf eines nach vorne gezogenen Beines mit der Hufsohle aufgesetzt. In dieser Position können die Hufwände geraspelt und die Nägel eines bereits aufgeschlagenen Eisens vernietet werden. Auf einen Aufsatz mit breiterer, viertelkreisförmiger Auflagefläche wird ein angewinkeltes Bein im Bereich der Fessel oder der vorderen Hufwand abgelegt. Die Hufsohle ist so dem Hufpfleger zugewandt und kann von ihm bearbeitet werden. Diese Position wird zum Ausschneiden der Hufe sowie zum Anpassen und Aufnageln von Hufeisen verwendet.

## Konstruktion
Hufböcke aus Metallrohr bestehen aus einer Dreibeinkonstruktion mit einem senkrechten Mittelrohr. Bei einer anderen Konstruktionsform hat der Hufbock eine runde Bodenplatte, die als Standfuß dient und auf der ein Stutzen aufgebaut ist, in den ein senkrechtes Mittelrohr eingesteckt ist. Diese Hufböcke bestehen aus Kunststoff oder Gusseisen. 
Am oberen Ende des Mittelrohres befindet sich ein abgerundeter oder ein muldenförmiger Aufsatz zur Ablage des Hufes. Bei aufwändigeren Modellen ist das Mittelrohr höhenverstellbar, um den Hufbock an die Größe des behandelten Pferdes anpassen zu können. 
Für die Sicherheit sowohl des Behandlers als auch des Pferdes ist es wichtig, dass der Hufbock über eine breite Standfläche verfügt, damit er einen festen Stand hat und dem aufgesetzten Bein sicheren Halt bietet. Vor allem bei Hufböcken aus Metallrohr besteht die Gefahr, dass sich das Pferd mit dem Bein in der Konstruktion verfangen kann.